# Kalifornische Nusseibe
Die Kalifornische Nusseibe (Torreya californica) ist eine Pflanzenart aus der Gattung der Nusseiben (Torreya) in der Familie der Eibengewächse (Taxaceae).

## Beschreibung

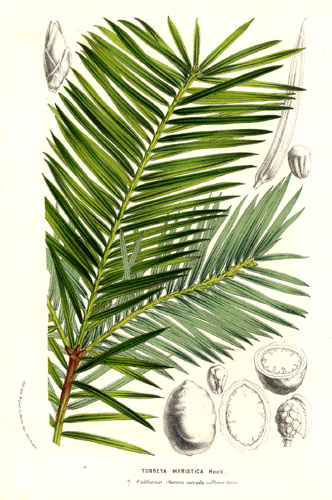
Illustration aus Lemaire

### Vegetative Merkmale
Die Kalifornische Nusseibe ist ein immergrüner Baum, der Wuchshöhen von 10 bis 30 Meter und einen Stammdurchmesser bis zu 1 Meter erreicht. Die Rinde ist graubraun mit feinen Rissen. Die Nadeln sind 3 bis 8 Zentimeter lang und enden in einer scharfen Spitze.

### Generative Merkmale
Die Kalifornische Nusseibe ist zweihäusig getrenntgeschlechtig (diözisch). Der männliche Zapfen ist weißlich. Der Samenmantel (Arillus) ist pflaumenähnlich und grün mit purpurfarbenen Streifen. Der Arillus umschließt einen großen braunen Samen, beides zusammen ist 2,5 bis 3,5 Zentimeter lang.
Die Chromosomenzahl beträgt 2n = 16.

## Vorkommen
Dieser seltene Endemit gedeiht an Fließgewässern im Gebirge, an geschützten Hängen, feuchten Canyons im Küstengebirge und der Sierra Nevada, in Höhenlagen von 0 bis 2000 Metern in Kalifornien.

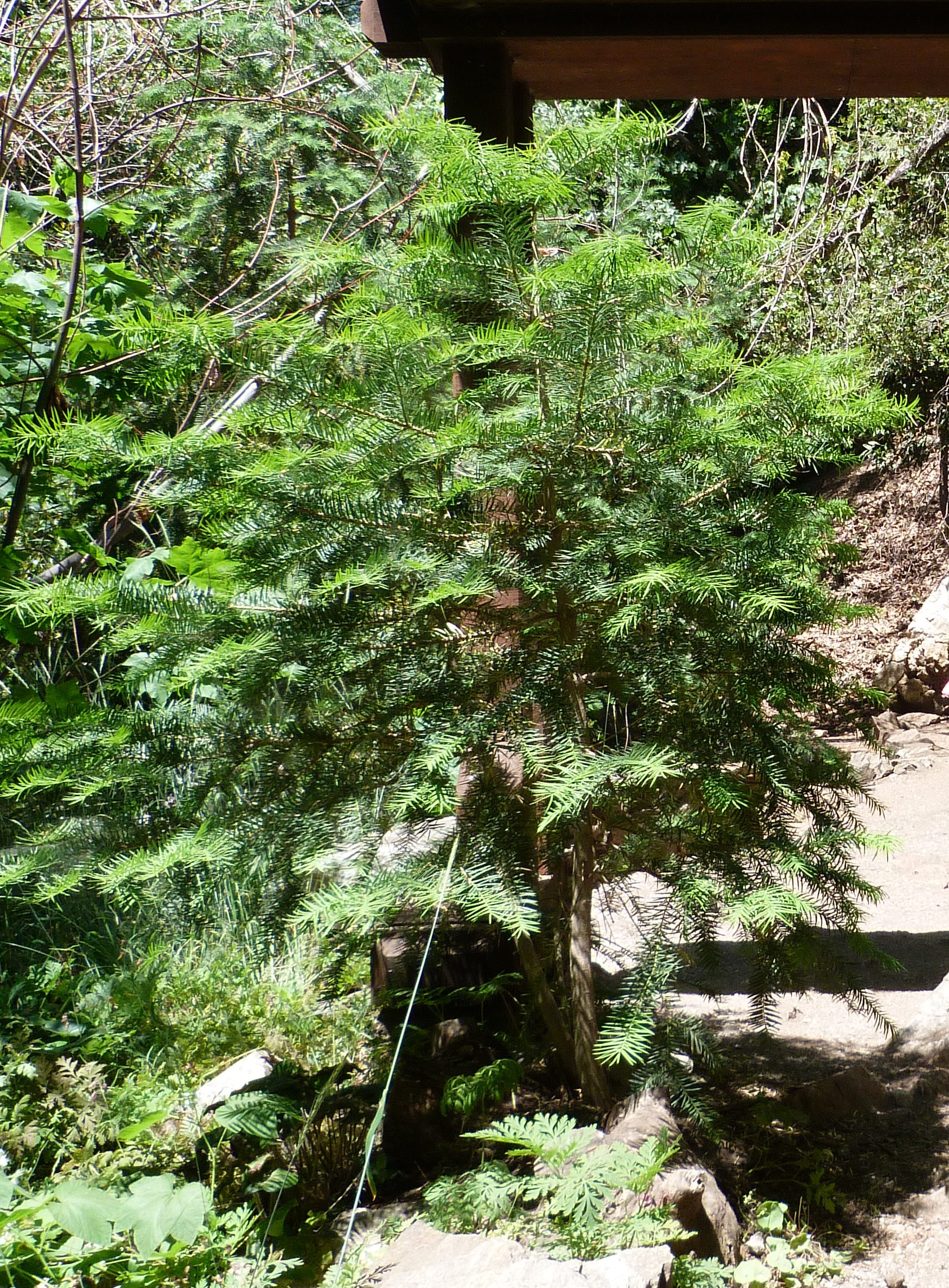
Habitus

## Systematik
Die Erstbeschreibung von Torreya californica erfolgte 1852 durch John Torrey in der Zeitschrift New York Journal of Pharmacy, Band 3, Seite 49. Synonyme für Torreya californica Torr. sind: Tumion californicum (Torr.) Greene, Torreya myristica Hook. Das Artepitheton californica bezieht sich auf die Herkunft aus Kalifornien.

## Verwendung
Die Samen sind essbar wie jene der Großen Nusseibe. Auch kann ein Öl aus ihnen gewonnen werden.
Das duftende Holz kann für einige Anwendungen genutzt werden. Allerdings ist es nur wenig verfügbar.